# Saint-Moré
Saint-Moré ist eine französische Gemeinde mit 177 Einwohnern (Stand: 1. Januar 2022) im Département Yonne in der Region Bourgogne-Franche-Comté. Die Gemeinde gehört zum Arrondissement Avallon und zum Kanton Joux-la-Ville. Die Bewohner werden Morillons und Morillonnes genannt.

## Geografie

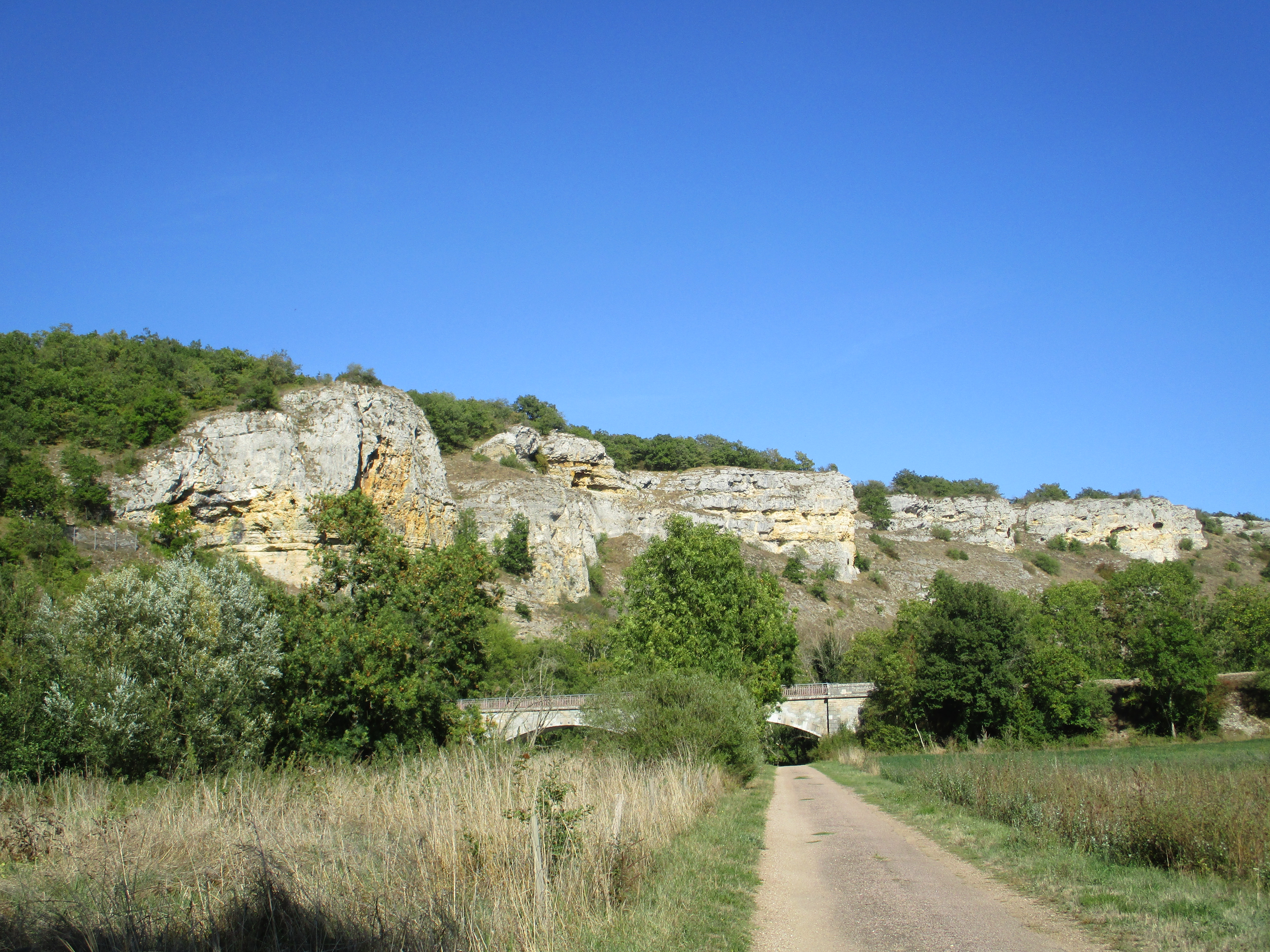
Steilwände und Eisenbahnbrücke bei Saint-Moré

Saint-Moré liegt etwa 29 Kilometer südsüdöstlich von Auxerre und etwa 14 Kilometer nordwestlich von Avallon. Das Zentrum der Gemeinde liegt am linken Ufer der Cure in einer alten Flussschleife, deren Enden durch Furten markiert sind, die Furt Pont (im Süden) und die Furt Nailly (im Norden). Erwähnenswert ist auch die Furt Noère (auf der aktuellen Géoportail-Karte „Furt Nocret“ genannt), die von der Via Agrippa (Lyon-Boulogne-sur-Mer) eingenommen wurde, die am Rande des Dorfes den Fluss Cure überquerte. Das gesamte Tal in der Gemeinde ist sehr eng. Der Fluss hat aus dem Riffkalk ein gewundenes Tal geformt, dessen Seiten manchmal so steil sind, dass man leicht von Steilwänden sprechen kann. Der Ortskern liegt auf einer Höhe von 130 m, die ihn dominierenden Höhen betragen durchschnittlich rund 230 m am linken Ufer und 2310 m am rechten Ufer. Außerhalb des Flusstals dominiert waldiges Gelände, fast drei Viertel der Fläche der Gemeinde sind von Wald bedeckt.
Umgeben wird Saint-Moré von den Nachbargemeinden Arcy-sur-Cure im Norden und Westen, Précy-le-Sec im Osten und Nordosten, Voutenay-sur-Cure im Süden sowie Blannay im Süden und Südwesten.

## Einwohnerentwicklung
| Jahr                       | 1962 | 1968 | 1975 | 1982 | 1990 | 1999 | 2006 | 2013 | 2020 |
| -------------------------- | ---- | ---- | ---- | ---- | ---- | ---- | ---- | ---- | ---- |
| Einwohner                  | 180  | 155  | 151  | 137  | 170  | 186  | 185  | 180  | 178  |
| Quellen: Cassini und INSEE |      |      |      |      |      |      |      |      |      |

## Sehenswürdigkeiten
- Prähistorische Höhlen, seit 200.000 Jahren bewohnt
- Gallisches oder gallorömisches Lager von Cora, Wehrmauer seit 1971 als Monument historique klassifiziert
- Reste der Via Agrippa
- Kirche Saint-Moré aus dem 16. Jahrhundert
- Schloss Le Crot aus dem 17. Jahrhundert
- Uhrenturm von 1829

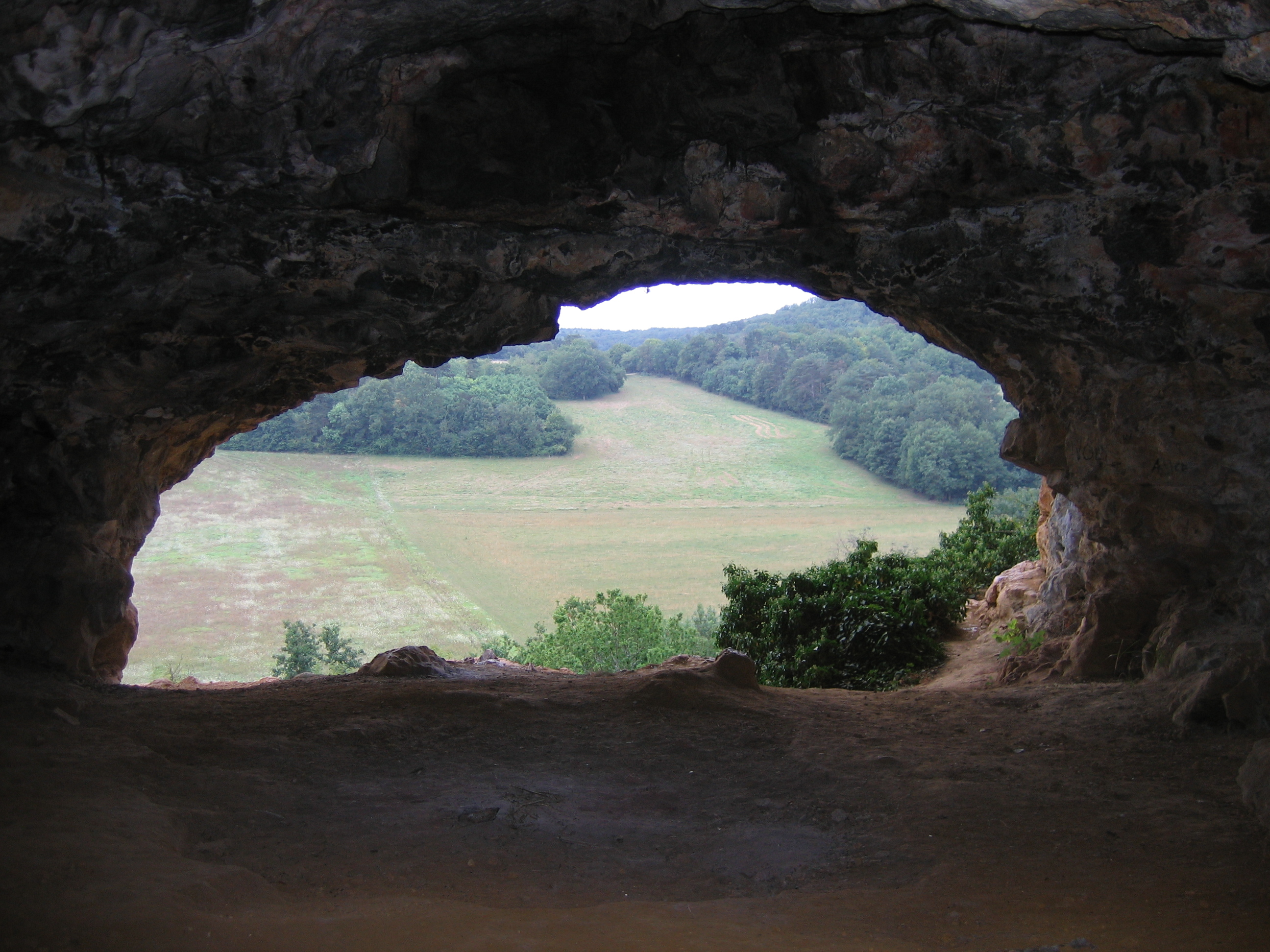
Blick auf das Cure-Tal von einer der Höhlen
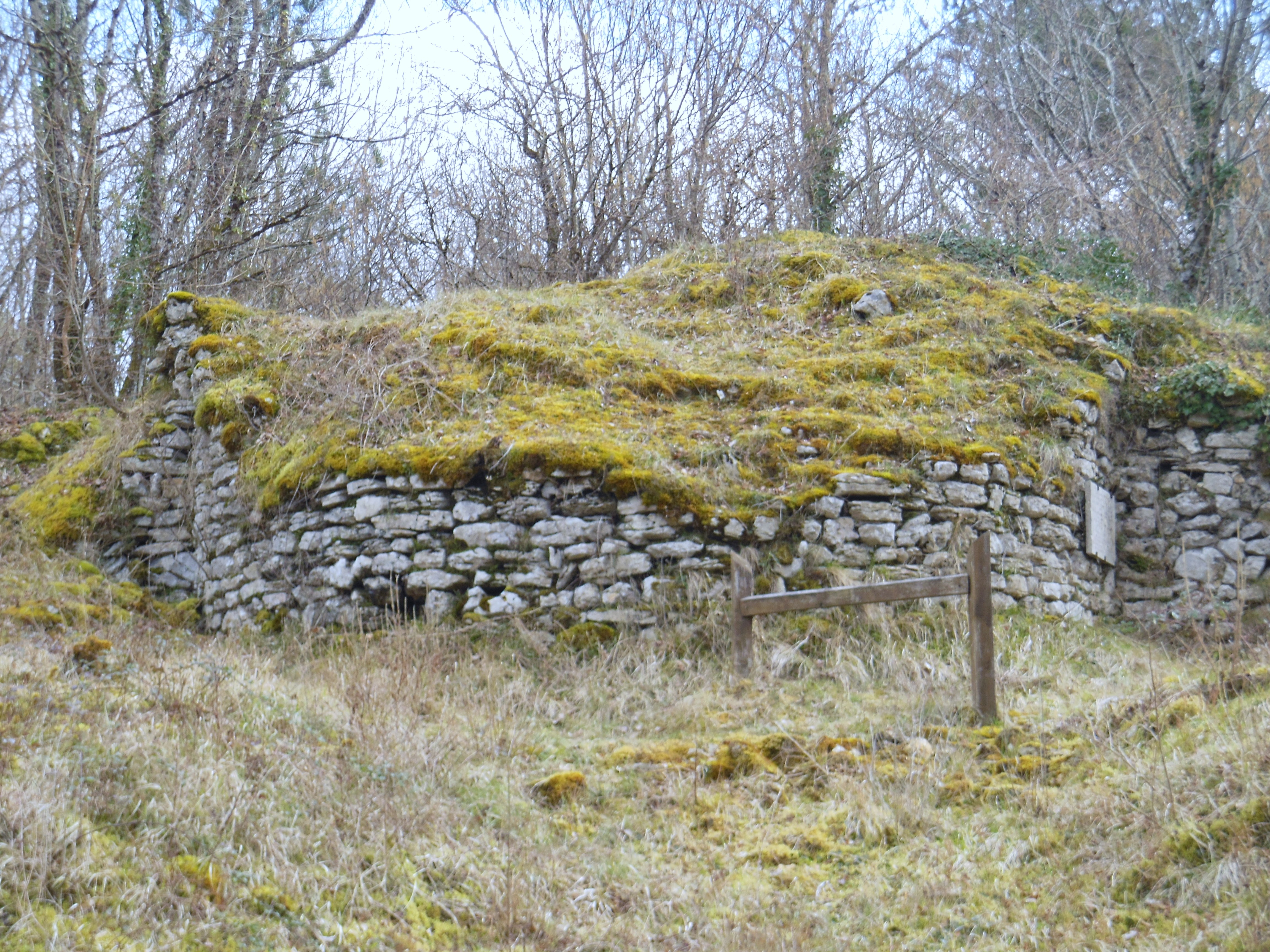
Lager von Cora, Fundament eines Turms
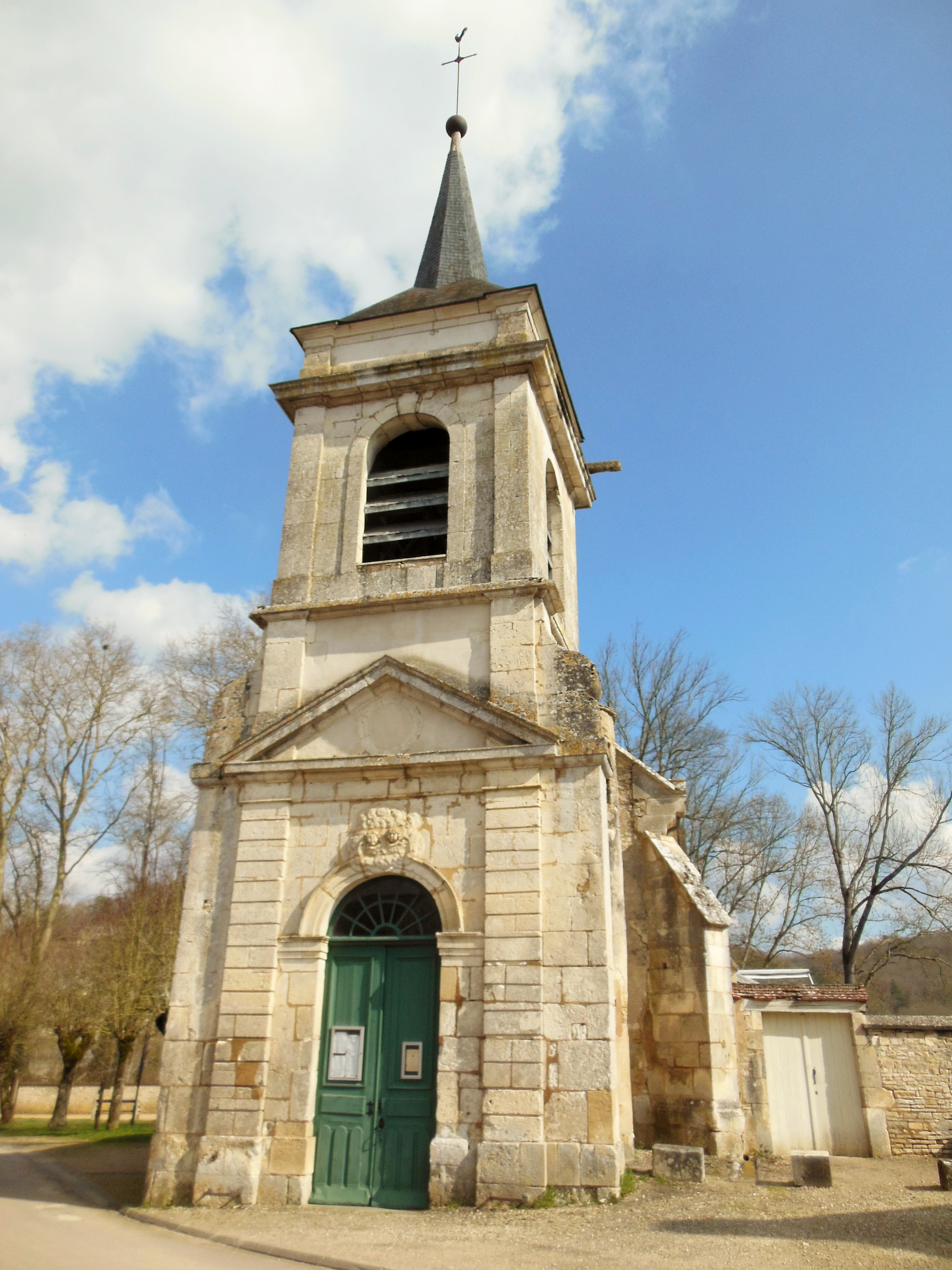
Kirche Saint-Moré
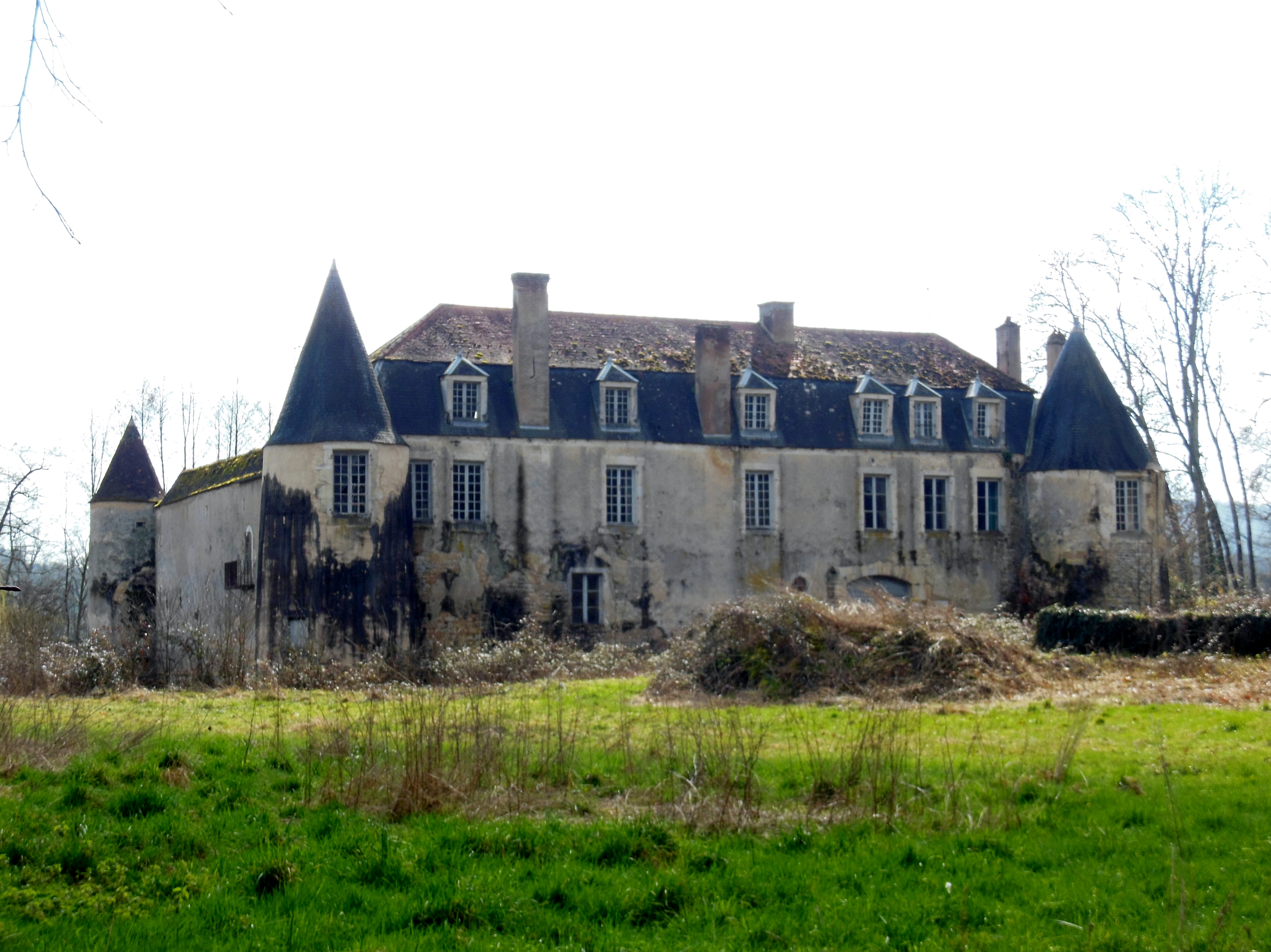
Schloss Le Crot